# EN-230
A Estrada Nacional nº 230, mais conhecida pelo seu prefixo EN-230 e como Estrada Luanda-Catete, é uma rodovia do tipo transversal angolana, que atravessa o país de oeste a leste. Segundo as disposições do plano nacional rodoviário, liga Luanda, na província de Luanda, à vila de Chiluage, na província da Lunda Sul.
Com cerca de 1100 km de extensão, é o principal eixo da Região Metropolitana de Luanda, além de ser uma ligação importante da capital com o interior do território nacional. Dá acesso ao porto de Luanda, ainda servindo de via auxiliar ao Caminho de Ferro de Luanda.
Faz parte da rede de vias abertas pelo Império Português, paulatinamente a partir do século XVI, para ligar Luanda ao interior da colônia, como forma de consolidação da posição lusitana.
Não é pavimentada em toda a sua extensão. Grande parte do seu percurso ainda encontra-se com problemas herdados da Guerra Civil Angolana e da Guerra de Independência de Angola, como pavimentação asfáltica precária, pontes deterioradas e falta de sinalização. Outra questão que colabora para o seu atual estágio de degradação é o intenso fluxo veicular e volume de carga transportado.

## Traçado
Recebe inicialmente o nome de Avenida Deolinda Rodrigues no trecho entre o Largo da Independência e a Rua Lino Amezaga.
Seguindo sempre num sentido oeste-leste desde quando parte de Luanda, passando por Viana, Catete, Cassoneca, até chegar na vila Maria Teresa. Em Maria Teresa bifurca-se para formar a EN-321, que segue para o sudeste; de Maria Teresa segue até o grande entroncamento de Cambondo, onde a rodovia torna-se um trecho sobreposto com a EN-120 até a cidade de Nadalatando, quando esse trecho coincidente termina. 
Após Nadalatando a rodovia passa por Lucala, Cacuso e Lombe, onde intercepta a EN-140, tornando-se outro trecho sobreposto. De Lombe a rodovia segue até Malanje, quando termina a seção coincidente, partindo para a vila de Quissuacaça, onde toma um novo trecho coincidente (agora com a EN-160) até a vila Catoio. Da vila de Catoio, a EN-230 vai até as cidades de Xá-Muteba e Capenda Camulemba, até atingir a vila de Camba Cassai. Nesta vila, a rodovia assume outro trecho sobreposto com a EN-170 até a cidade de Cacolo, quando termina a seção coincidente. De Cacolo, a via segue até Saurimo, a capital sul-lundense, partindo de lá até a vila de Muriege. Após Muriege possui uma seção coincidente de cerca de 20 km com a EN-190 quando bifurca-se novamente até chegar na vila de Chiluage, no extremo leste angolano, às margens do rio Cassai, o seu termo final.